# Journey’s End (Album)
 Journey’s End ist ein Jazz-Album von Miroslav Vitouš, das im Juli 1982 bei ECM Records veröffentlicht wurde.

## Hintergrund
Der Bassist Miroslav Vitous nahm das Album im Jahr 1982 mit John Surman am Sopran- und Baritonsaxophon sowie Bassklarinette, John Taylor am Klavier und Jon Christensen am Schlagzeug.
Das erste Stück ist eine neunminütige Komposition von Vitous, das von einem tschechischen Volkslied inspiriert wurde. Die nächsten drei Stücke stammen von Surman, Tess, Paragraph Jay und Carry On, No. 1. Das nächste Stück, Only One, widmete Vitous seinem verstorbenen Vater. Vitous spielt das Lied mit dem elektrischen Bass. Der Abschlusstrack ist Windfall von John Taylor.

## Rezeption
David Adler vergab bei allmusic vier von fünf möglichen Sternen und schrieb;

“Journey’s End is highly recommended to those willing to search for it.”

„Journey’s End ist sehr zu empfehlen für diejenigen, die bereit sind, danach zu suchen.“

Richard Cook und Brian Morton bewerteten das Album im Penguin Guide to Jazz mit vier (von vier) Sternen.

## Titelliste
Alle Kompositionen von Miroslav Vitous, sofern nicht anders vermerkt
1. U Dunaje U Prespurka – 9:18
2. Tess (John Surman) – 5:56
3. Carry On, No. 1 (Surman) – 5:08
4. Paragraph Jay (Surman) – 6:16
5. Only One – 7:14
6. Windfall (John Taylor) – 6:17